# 安東尼奧·古斯曼·布蘭科
安東尼奧·古斯曼·布蘭科（西班牙語：Antonio Guzmán Blanco，1829年2月28日—1899年7月28日），委內瑞拉政治人物，曾三度擔任委內瑞拉總統（1870年至1877年、1879年至1884年、1886年至1887年）。
安東尼奧·古斯曼·布蘭科是自由主義者，同時也是一位獨裁者，統治委內瑞拉達十三年。委內瑞拉國家先賢祠在他任內完工，也是他的埋葬之處。